# Elaeagnus parvifolia
Elaeagnus parvifolia là một loài thực vật có hoa trong họ Elaeagnaceae. Loài này được Wall. ex Royle mô tả khoa học đầu tiên năm 1836.